# Стародеревянковская
Стародеревянковская — станица в Каневском районе Краснодарского края.
Административный центр Стародеревянковского сельского поселения.

## География
Расположена севернее станицы Каневской, примыкая к ней через реку Челбас.

## Население
| 1939 | 1959  | 1979    | 2002    | 2010    | 2021    |
| ---- | ----- | ------- | ------- | ------- | ------- |
| 5167 | ↗6869 | ↗10 667 | ↗12 753 | ↗12 998 | ↗13 482 |

## История
Коренное селение Деревянковское основано в 1794 году (с 1821 — Стародеревянковское, с 1842 года — станица Стародеревянковская) — одно из первых 40 поселений черноморских казаков на Кубани. Название куреня перенесено с Сечи. Станица входила в Ейский отдел Кубанской области.

## Экономика
В станице расположены крупные предприятия по выращиванию и переработке аграрной продукции:
- ООО Мясоптицекомбинат «Каневской»
- ООО фирма «Калория»[9]
- ОАО «Каневсксахар»
- ОАО «Кубань»
- ОАО «Россия»
- «Стародеревянковский консервный завод»

Также в станице располагаются крупные предприятия и других сфер промышленности:
- ЗАО Кирпичный завод «Каневской»
- ООО «Сантехсервис»
- ООО «ДонСервис»
- ООО «Волга»
- ЗАО «Сельхозтехника»
- ООО «Леспромсервис»

## Электронные коммуникации
- ГУДНЭТ[10] — беспроводной интернет-провайдер

## Достопримечательности
- Стена погибшим в годы ВОВ
- Центральный станичный парк
- Вечный огонь
- Святой источник Великомученицы Параскевы Пятницы «Криница»
- Станичный Дом Культуры

## Здравоохранение
- Наркологическое отделение МУ «Каневская центральная районная больница»
- Стародеревянковская амбулатория

## Культура
- ДК «Россия»
- ДК «Олимп»

В 2010 и 2012 годах станица Стародеревянковская стала победителем краевого конкурса на лучшее поселение Краснодарского края с численностью населения свыше 10 тыс. человек.

## Образование
- «Каневской аграрно-технологический колледж»[11]
- 3 средних общеобразовательных школы
- 4 детских сада

## Религия
- Свято-Вознесенский Храм
- Святой источник Великомученицы Параскевы Пятницы «Криница»

## Спорт
- Воздухоопорный спортивный комплекс «Юность»
- Спортивный комплекс «Кубань»
- Стадион «Кубань»

## Транспорт
- Железнодорожная станция «Деревянковка»
- «Яндекс такси»
- Маршрутное такси № 1, № 5